# Gastonia (Severní Karolína)
Gastonia je město ve Spojených státech amerických. Nachází se v okrese Gaston County ve státě Severní Karolína. Ve městě žije přibližně 80 tisíc obyvatel a jeho rozloha činí 131,4 km². Po městě Concord je druhým největším satelitním městem v oblasti kolem města Charlotte. Gastonia je 13. nejlidnatějším městem v Severní Karolíně.
Město je specifické pro své historické centrum, kde se rozmohl textilní průmysl. Název města vychází ze jména právníka William Gaston. V roce 1929 se ve městě konala významná stávka zvaná Loray Mill strike.

## Rodáci
- Thomas Sowell (* 1930) – americký ekonom a sociální teoretik

## Partnerská města
- Gotha, Německo